# Ahmad Brooks
Ahmad Kadar Brooks (* 14. März 1984 in Fairfax, Virginia) ist ein ehemaliger US-amerikanischer American-Football-Spieler auf der Position des Linebackers. Er spielte College Football für die University of Virginia und wurde zum All-American gewählt. Von 2006 bis 2017 spielte er in der National Football League (NFL), zunächst zwei Jahre für die Cincinnati Bengals, dann neun Saisons für die San Francisco 49ers und 2017 für die Green Bay Packers.

## Highschool
In den Jahren 1999 bis 2001 besuchte Brooks die C. D. Hylton High School in Woodbridge, Virginia, in denen das Team zwei Meisterschaftstitel in der Virginia High School League holte. Trotz einiger Verletzungen erbrachte er gute Leistungen und schaffte im Jahr 2001 207 Tackles, davon 144 Solo-Tackles und 34 Tackles mit Raumverlust. Im Laufspiel erzielte er 848 Yard mit einem Durchschnitt von 12,6 Yards pro Lauf sowie zehn Touchdowns. Im selben Jahr verlor das Team im Halbfinale gegen die Thomas Dale High School aus Chester, Virginia, was zugleich die einzige Niederlage von Hylton innerhalb der drei aktiven Jahre von Brooks war. Nach der Saison wurde er von USA Today's zum National Defensive Player des Jahres ernannt.
Angesichts der Fünf-Sterne Bewertung von Rivals.com war er 2002 als bester Outside Linebacker der Nation angegeben.

## College
Nach dem Highschool-Abschluss verbrachte Brooks ein Jahr bei der Hargrave Military Academy in Chatham, Virginia, bevor er anschließend im Herbst 2003 auf die University of Virginia wechselte, wo er bei den Virginia Cavaliers College Football spielte. Bereits in seinem ersten Jahr bekam er eine Stammposition und beendete die Saison mit 117 Tackles, vier Sacks, sechs verteidigten Pässen, zehn Tackles mit Raumverlust und setzte die gegnerischen Quarterbacks 15-mal unter Druck.
Während seines zweiten Jahres war er einer von drei Finalisten auf den Butkus Award, welcher an den besten Linebacker im Land verliehen wird. Er schaffte in zwölf Spielen 90 Tackles, acht Sacks, zwei Interceptions, zehn Tackles mit Raumverlust, setzte gegnerische Quarterbacks elfmal unter Druck und wurde zum All-American gewählt. Weiterhin wurde er für seine Leistungen im Spiel gegen die Maryland Terrapins zum Atlantic Coast Conference Defensive Lineman der Woche ernannt.
Im dritten Jahr spielte er sechs Spiele und schaffte insgesamt 27 Tackles, zehn davon waren Solo-Tackles und einer davon ein Sack. Außerdem hatte er vier verteidigte Pässe und setzte den Quarterback fünfmal unter Druck. Die ersten drei Spiele der Saison musste Brooks aussetzen, da er sich von einer Knieoperation erholte. Zusätzlich verpasste er einzelne Spiele auf Grund von weiteren Verletzungen und war in einige problematische Situationen außerhalb des Feldes involviert, wofür er schließlich für die restliche Saison vom Team entlassen wurde.

## NFL

### Cincinnati Bengals
Nach seinem Junior-Jahr auf der University of Virginia nahm Brooks am NFL Supplemental Draft teil und wurde am 13. Juli 2006 in der dritten Runde von den Cincinnati Bengals ausgewählt. Zu seinem ersten Einsatz in der NFL kam Brooks am 24. September im Spiel gegen die Pittsburgh Steelers. In seiner ersten Saison kam er in elf Spielen (Spiel 3–9, 11, 12, 15, 16) zum Einsatz, wobei er in den Spielen 5 bis 9 als Middle Linebacker eingesetzt wurde. Er erzielte 46 Tackles, einen Sack, verteidigte zwei Pässe und erzielte ein Special-Teams-Tackle.
In der darauf folgenden Season spielte er im Eröffnungsspiel der Bengals gegen die Baltimore Ravens von Beginn an als Starter. Brooks beendete das Spiel mit sechs Tackles, einem Sack und einem erzwungenen Fumble. Im zweiten Spiel gegen die Cleveland Browns verletzte er sich und konnte die restliche Saison nicht mehr spielen. Am 7. November 2007 wurde er auf die Injured Reserve List gesetzt.

### San Francisco 49ers
Am 31. August 2008 wurde Brooks von den San Francisco 49ers angestellt. Das Team entließ im Vorfeld Linebacker Dontarrious Thomas, um Platz für ihn im Kader zu schaffen.
Am 2. Dezember 2009 kündigte Head Coach Mike Singletary an, dass Brooks verstärkt in Situationen eingesetzt wird, in denen der gegnerische Quarterback unter Druck gebracht werden soll. In Woche 14 stellte Brooks mit drei Sacks und zwei erzwungenen Fumbles gegen die Arizona Cardinals seine persönliche Bestleistung in einem Spiel auf.
In der Regular Season 2011 stellte Brooks seine Karriere-Highlights in Tackles (50) und Sacks (7) auf. Die 49ers erreichten die Play-offs, in der sie im NFC Championship Game gegen die New York Giants verloren.
Am 28. Februar 2012 unterschrieb Brooks einen Sechsjahresvertrag für 44,5 Millionen US-Dollar, wobei 17,5 Millionen US-Dollar garantiert waren. In der Saison 2012 erzielte er 35 Tackles, zwei erzwungene Fumbles, eine Interception, 6,5 Sacks und sechs verteidigte Pässe, wobei er in 16 Spielen aktiv beteiligt war. Wie bereits im Vorjahr erreichte er mit den 49ers die Play-offs und dieses Mal auch den Super Bowl. Im Super Bowl XLVII unterlagen sie den Baltimore Ravens mit 31:34.